# 玄海町

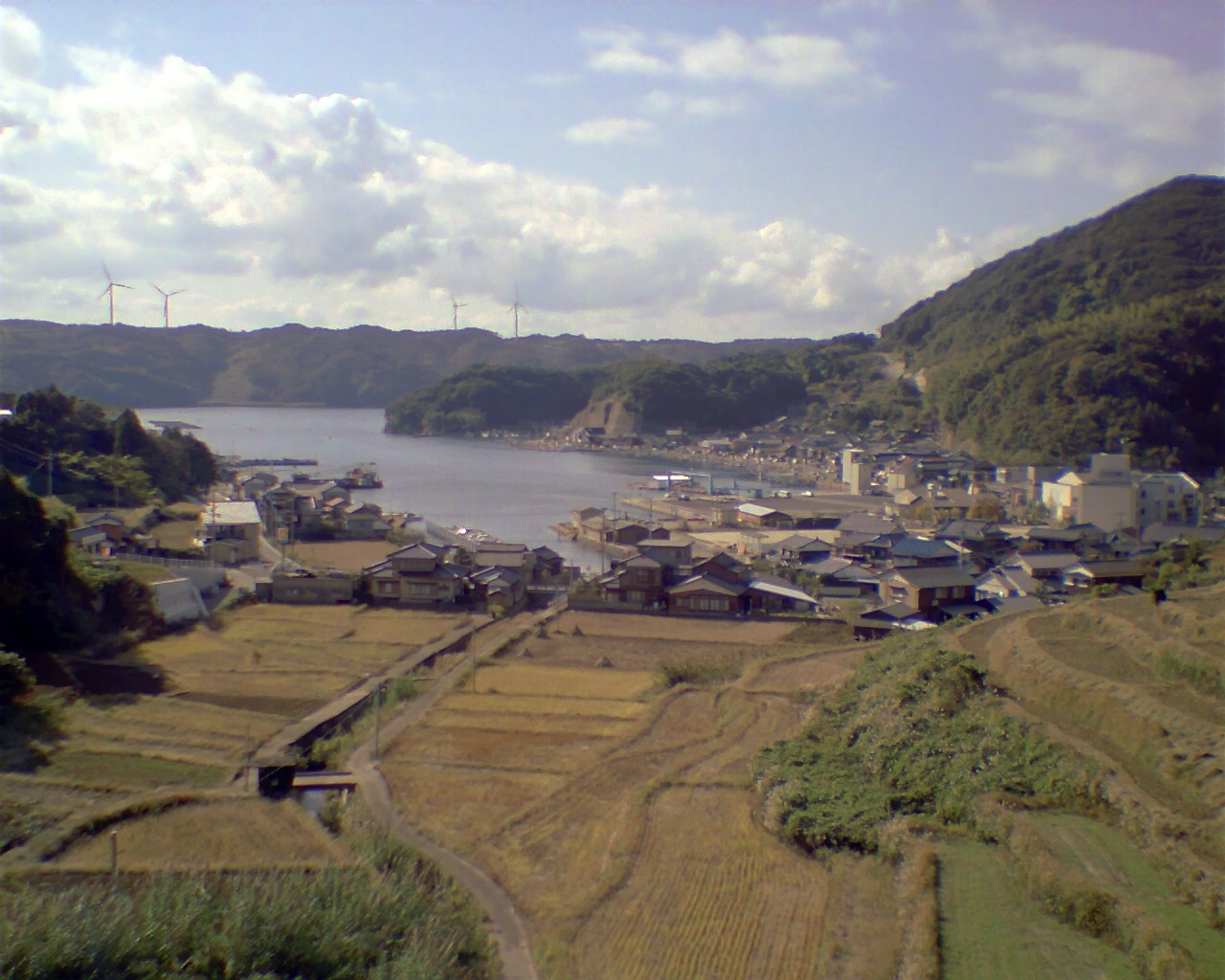
仮屋湾入り江に面した漁村、仮屋集落の風景

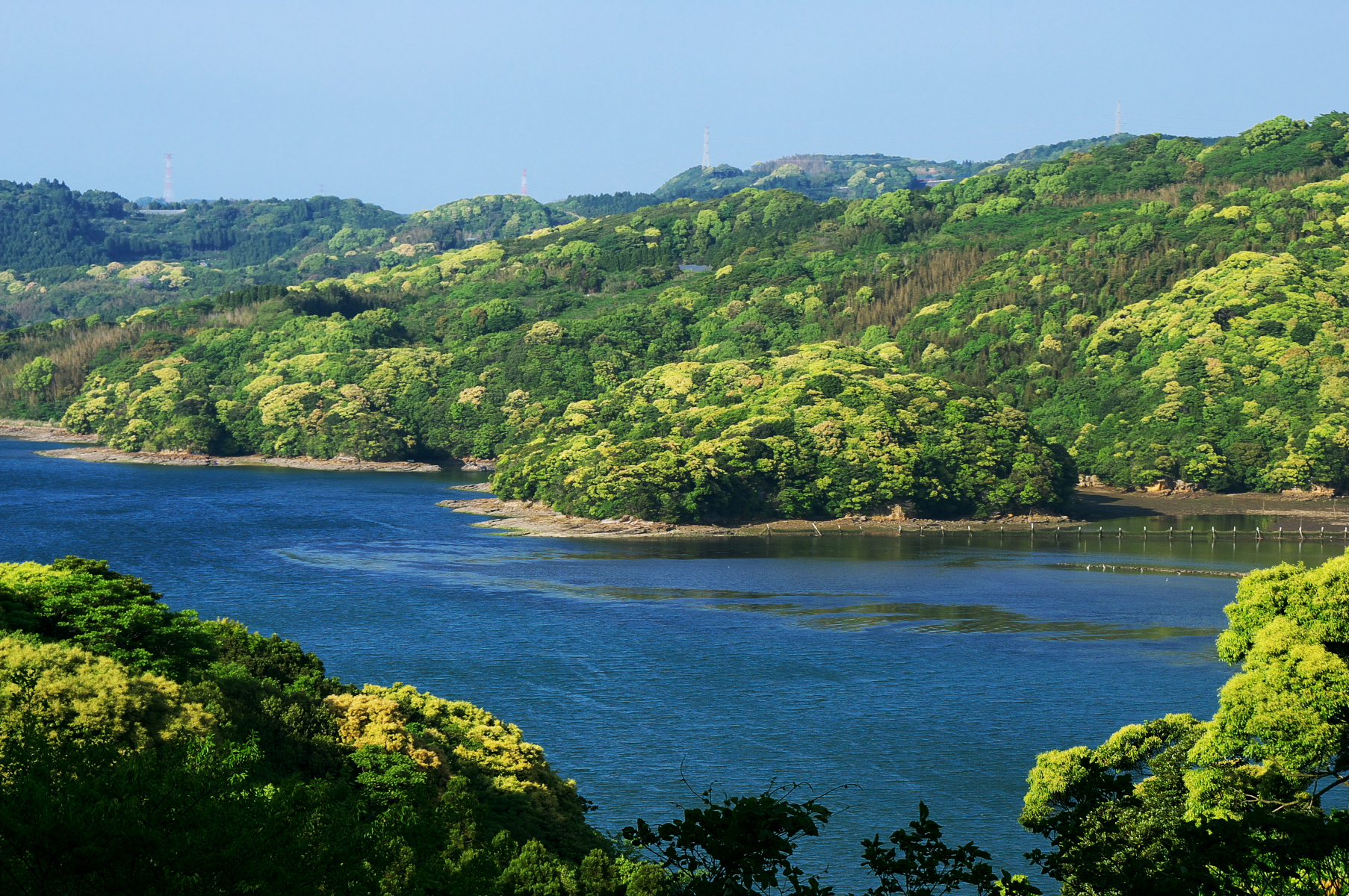
牟形付近の台地と仮屋湾奥の海岸

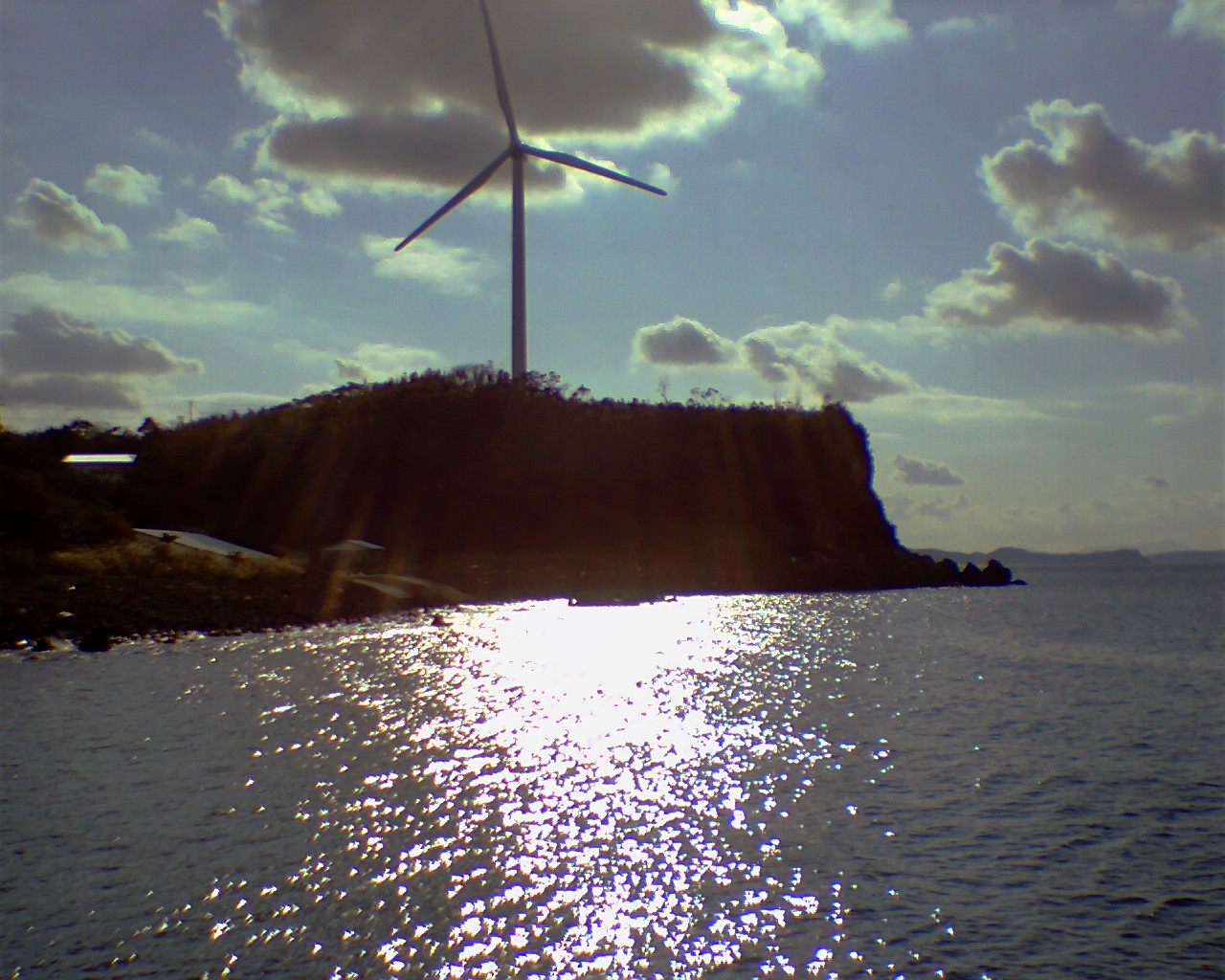
玄海ウィンドファーム（風力発電）

玄海町（げんかいちょう）は、佐賀県の北西部にある町で、東松浦郡に属する。
現在、東松浦郡を構成する唯一の自治体となっている。町名は玄界灘の別名である「玄海」に由来する。佐賀県の全市町の中で人口が最も少ない。

## 地理
- 佐賀市から北西へ約50km、東松浦半島の西側中央に位置し、町域の北側から西側にかけて玄界灘に面している。中心地は町域中央部の内陸部にある。

### 地形
- 山岳:天狗岳(146m)
- 河川:有浦川・石田川・浜野浦川・八田川・志礼川
- 湖沼:諸藤ノ平ダム
- 島：竹ノ子島、三島

### 気候
- 対馬海流を北上する対馬暖流の影響を受けて比較的温暖で、寒暖の差が少ない海洋性気候の特徴がある。

### 隣接する自治体
- 唐津市

### 大字
21大字が設置されており、このうち16大字は大字そのものがそのまま行政区としても扱われている。大串新田は牟形行政区の一部となっており、その牟形に加え普恩寺・石田・今村には複数の行政区が置かれており、全27行政区からなっている。
旧有浦村
- 有浦上
- 有浦下
- 大串新田(行政上は牟形の一部)
- 小加倉
- 新田
- 轟木
- 長倉
- 牟形
  - 牟形
  - 大鳥
- 諸浦

旧値賀村
- 石田
  - 石田
  - 栄
  - 花の木
- 今村
  - 仮立
  - 下宮
  - 中通
  - 外津
- 大薗
- 仮屋
- 値賀川内
- 浜野浦
- 平尾
- 普恩寺
  - 普恩寺
  - シーラインタウン

旧切木村
- 座川内
- 湯野尾
- 田代
- 藤平

田代・藤平は元々大字大良の一部であり、玄海町編入時に集落ごとに2大字に分かれた。なお、大良の残りは唐津市に編入された。

### 人口
| |                                        |  |
| 玄海町と全国の年齢別人口分布（2005年） | 玄海町の年齢・男女別人口分布（2005年） |  |
| ■紫色 ― 玄海町 ■緑色 ― 日本全国 | ■青色 ― 男性 ■赤色 ― 女性              |  |
| 玄海町（に相当する地域）の人口の推移 \| 1970年（昭和45年） \| 7,468人 \| \| \| 1975年（昭和50年） \| 7,427人 \| \| \| 1980年（昭和55年） \| 7,463人 \| \| \| 1985年（昭和60年） \| 7,622人 \| \| \| 1990年（平成2年） \| 7,515人 \| \| \| 1995年（平成7年） \| 7,737人 \| \| \| 2000年（平成12年） \| 6,986人 \| \| \| 2005年（平成17年） \| 6,738人 \| \| \| 2010年（平成22年） \| 6,379人 \| \| \| 2015年（平成27年） \| 5,902人 \| \| \| 2020年（令和2年） \| 5,609人 \| \| |                                        |  |
| 総務省統計局 国勢調査より |                                        |  |
| 1970年（昭和45年） | 7,468人                                |  |
| 1975年（昭和50年） | 7,427人                                |  |
| 1980年（昭和55年） | 7,463人                                |  |
| 1985年（昭和60年） | 7,622人                                |  |
| 1990年（平成2年） | 7,515人                                |  |
| 1995年（平成7年） | 7,737人                                |  |
| 2000年（平成12年） | 6,986人                                |  |
| 2005年（平成17年） | 6,738人                                |  |
| 2010年（平成22年） | 6,379人                                |  |
| 2015年（平成27年） | 5,902人                                |  |
| 2020年（令和2年） | 5,609人                                |  |

## 歴史

### 近現代
- 1956年（昭和31年）9月30日 - 値賀村・有浦村が対等合併し、玄海町が発足。
- 1957年（昭和32年）12月31日 - 切木村の座川内、湯野尾、藤平、田代を玄海町に編入[注 1]。

## 行政

### 町長・議会
- 町長：脇山伸太郎（2018年7月から、2期目）
- 議会：定数10名 - 在籍9名 - 欠員1名[注 2]

### 平成の大合併
平成の大合併により、東松浦郡のほかの町村は2005年から2006年にかけて唐津市と合併した。玄海町も当初参加していたが、周辺地域における行政支援の立ち遅れを懸念し合併協議会より脱会、単独自治の方向を選択。
現状では以下の玄海原子力発電所立地による多額の税収のため、2024年時点でも佐賀県では唯一、九州全体でも福岡県苅田町と当町のみの普通交付税不交付団体であり、財政状況は比較的よいが、将来の運営については問題が山積する。税収はこれから漸次減少していく上、原発での労働者が生活に便利な唐津市に定住してしまうため、少子高齢化の進行が必至で対策が急がれる。

### 姉妹友好都市・提携都市
- グラブリーヌ町（フランス）
- 釜山広域市機張郡（大韓民国）

### 県政
- 唐津市・東松浦郡選挙区から選出される佐賀県議会議員の定数は6議席である。

### 国政
- 衆議院 - 佐賀県第2区（2013年までは佐賀県第3区）。比例区では九州ブロックに属する。
- 参議院 - 佐賀県選挙区（全県区、定数2議席）に属する。

### 警察
町内全域が唐津警察署の管轄下であり、町内には以下の駐在所が設置されている。
- 有浦警察官駐在所
- 値賀警察官駐在所

### 消防
消防は唐津市に業務委託しており、唐津市肥前町にある唐津市消防署西部分署の管轄となっている。

## 産業

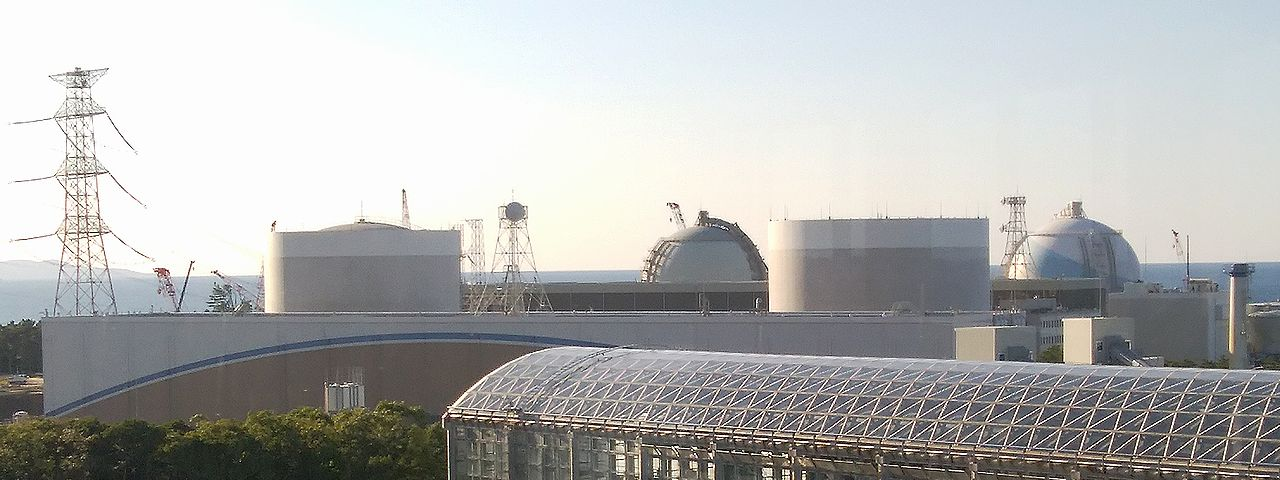
玄海原子力発電所

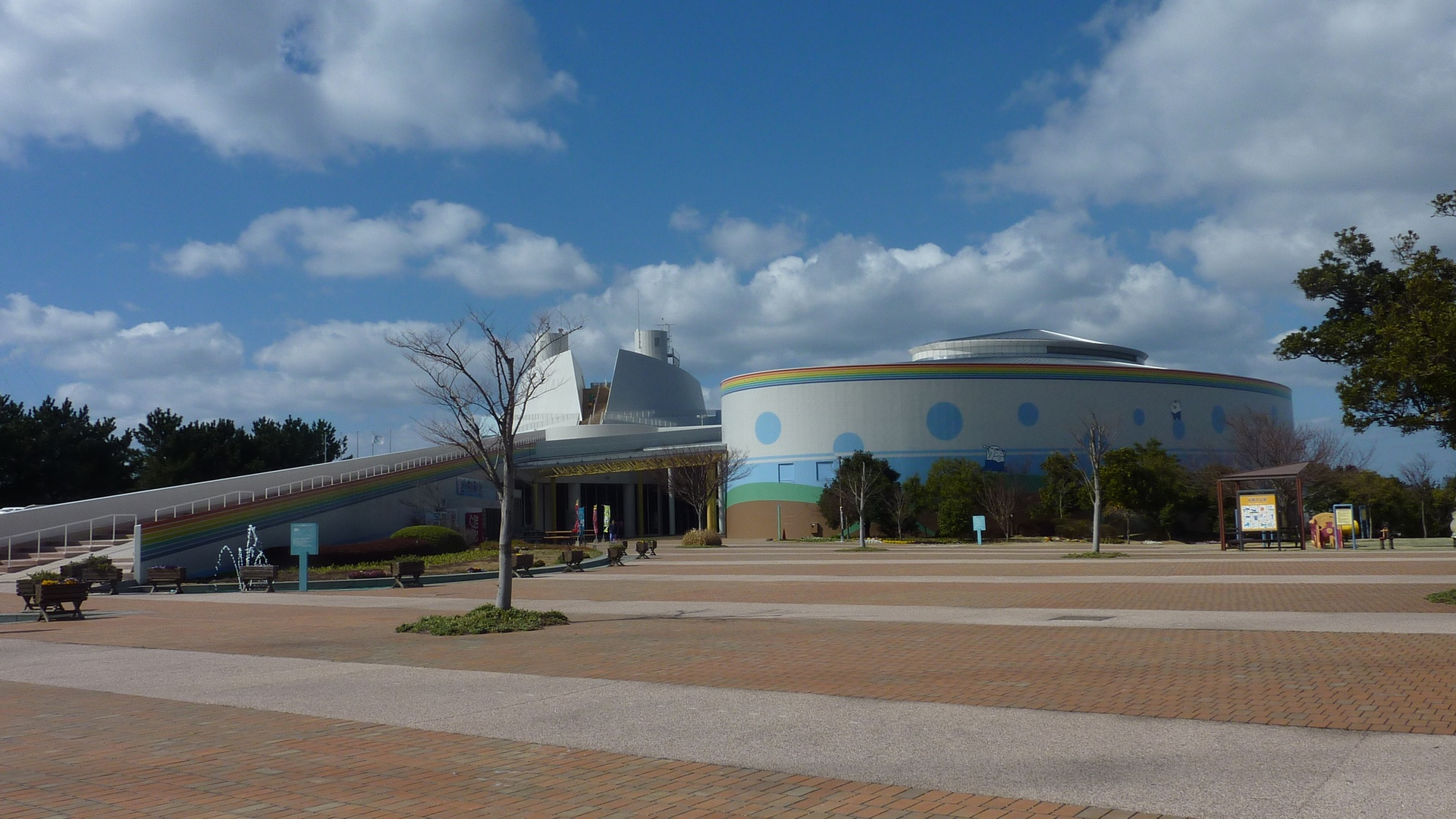
玄海エネルギーパーク

### 原子力発電所
- 1975年（昭和50年）、九州電力で初めての原子力発電所である玄海原子力発電所が運転開始している。

### 風力発電所
- 2005年（平成17年）2月、佐賀県内初の風力発電所「玄海ウィンドファーム」が運転開始している。発電事業者は町が設立した第三セクター「玄海風力エネルギー開発」。

### 農林水産業
- タイの養殖、和牛、タマネギ・葉タバコ・温州みかん・ハウスイチゴの栽培が盛ん。

## 市外局番
- 市外局番は全域が0955（唐津MA）である。

## 郵便局
- 郵便局（ゆうちょ銀行）（3局）
  - 無集配局（2局）
    - 玄海郵便局
    - 値賀郵便局

  - 簡易郵便局（1局）
    - 仮屋簡易郵便局

## 金融機関
- 佐賀銀行有浦出張所
- JAからつ（JAバンク）2支所 - 有浦支所、値賀支所

## テレビ
ケーブルテレビ
- ネットフォー（2024年にサービス終了）

## 健康・福祉
統計はすべて2010年10月1日の国勢調査のもの。
- 平均年齢 ： 45.45歳
  - 年少人口(0 - 14)割合：14.47%
  - 生産年齢人口(15 - 64)割合：60.71%
  - 老年人口(65 - )割合：24.82%

### 病院
- 医療法人田渕医院
- 堀田医院

## 教育

### 高等学校
- 佐賀県立唐津青翔高等学校

### 義務教育
- 玄海町立玄海みらい学園 - 2017年4月に町立玄海小学校と玄海中学校に代わり開校した義務教育学校[2]

#### 廃校
- 町立有浦中学校 - 2015年（平成27年）3月に値賀中と統合の上、玄海町立玄海中学校が新設。
- 町立値賀中学校 - 2015年（平成27年）3月に有浦中と統合の上、玄海町立玄海中学校が新設。
- 町立有徳小学校[注 3] - 2015年3月
- 町立値賀小学校 　-  2015年3月

### 保育所
- 町立
  - 保育所あおば園
  - 保育所ふたば園

## 交通

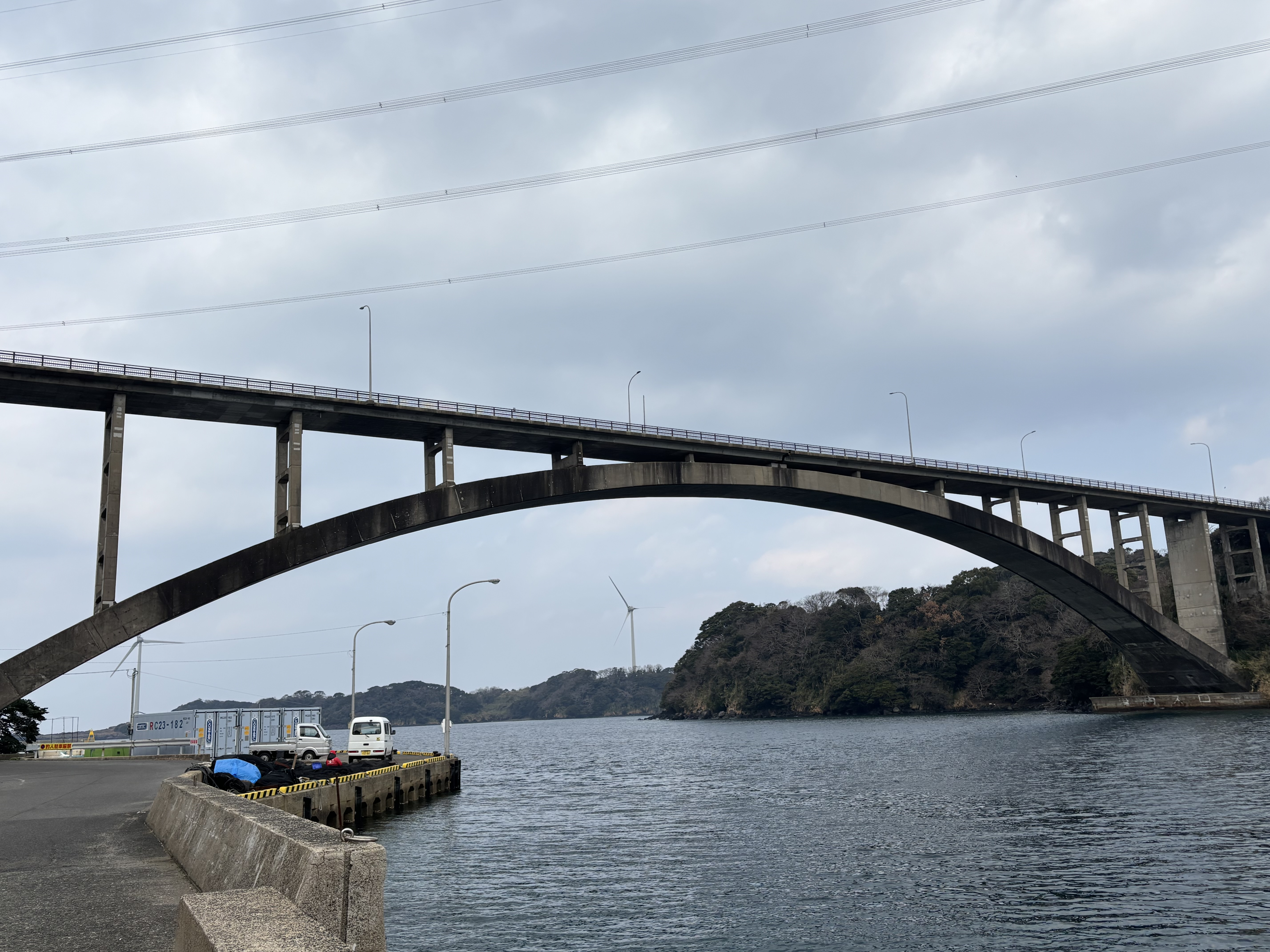
国道204号外津橋

### 鉄道
町内には鉄道路線が通っていない。鉄道を利用する場合の最寄り駅は、唐津市にある九州旅客鉄道（JR九州）唐津線の西唐津駅。同駅前から玄海町内への路線バスも運行されている。
なお西九州新幹線の開業以降、玄海町は現存する佐賀県内の市町で唯一、域内に鉄道路線が全く通っていない（駅のない自治体は他に上峰町が該当する）。

### バス
- 昭和自動車 - 唐津市中心部・旧鎮西町域・旧肥前町域と玄海町内主要地域（金の手・有浦・値賀・牟形）を結ぶ路線を運行する。唐津市中心部の唐津大手口バスセンターと玄海町役場前の間の所要時間は約30分。また呼子 - 青翔線以外の路線は西唐津駅前を経由する。
  - 【大島・小加倉線】工業高校前（平日朝1便のみ）← 大手口 - 西唐津駅前 - 唐津フェリーターミナル - 唐房入口 - 岩野 - 小加倉 - 値賀 - 玄海エネルギーパーク - 串 - 名護屋浜 （唐津フェリーターミナル経由は、名護屋浜発着のみ）
  - 【有浦線】唐津東中高前（平日朝1便のみ）← 大手口 - 西唐津駅前 - 唐房入口 - 岩野 - 有浦上 - 玄海町役場前 - 金の手 - 牟形 - 古保志気 - 入野
  - 【呼子 - 青翔線】呼子 → 名護屋浜 → 串 → 値賀 → 浜野浦の棚田 → 大薗 → 唐津青翔高校前（平日朝1便のみ。この路線は玄海エネルギーパークと金の手は経由しない）
- ＡＩオンデマンド交通「玄海のるーと」

### 道路
国道・主要地方道
- 国道204号
- 佐賀県道47号肥前呼子線

## 文化施設
- 町民会館
- 値賀分館

## スポーツ施設
- 社会体育館
- 総合運動場
- 野球場
- ゲートボール場
- テニスコート

## 特産品
- 海魚のうに
- ありうらまんじゅう
- 養殖タイ
- 和牛
- タマネギ
- 葉タバコ
- 温州みかん
- ハウスイチゴ

## 名所・旧跡・観光スポット・祭事・催事

### 名所・史跡・観光スポット

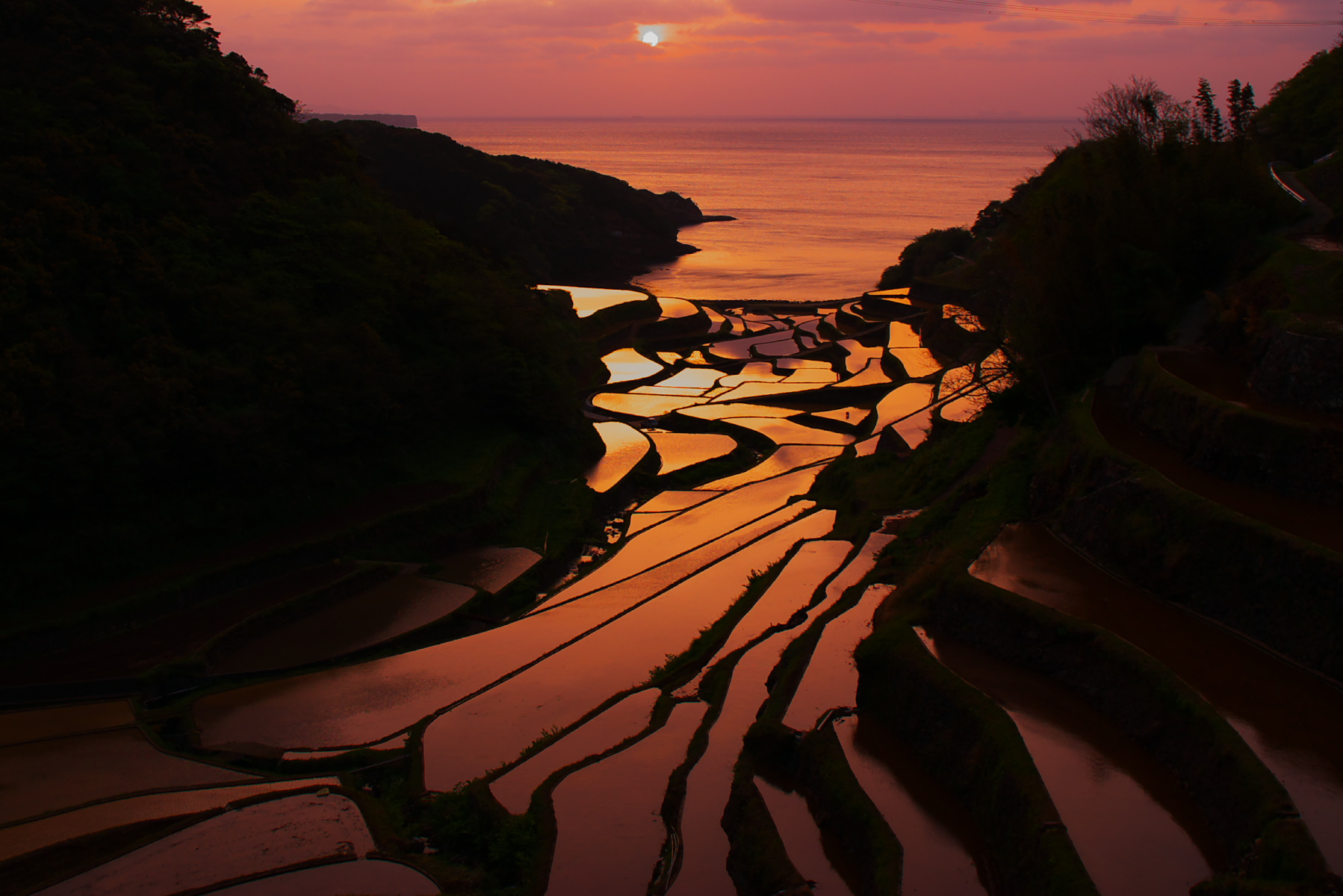
夕日の沈む浜野浦の棚田

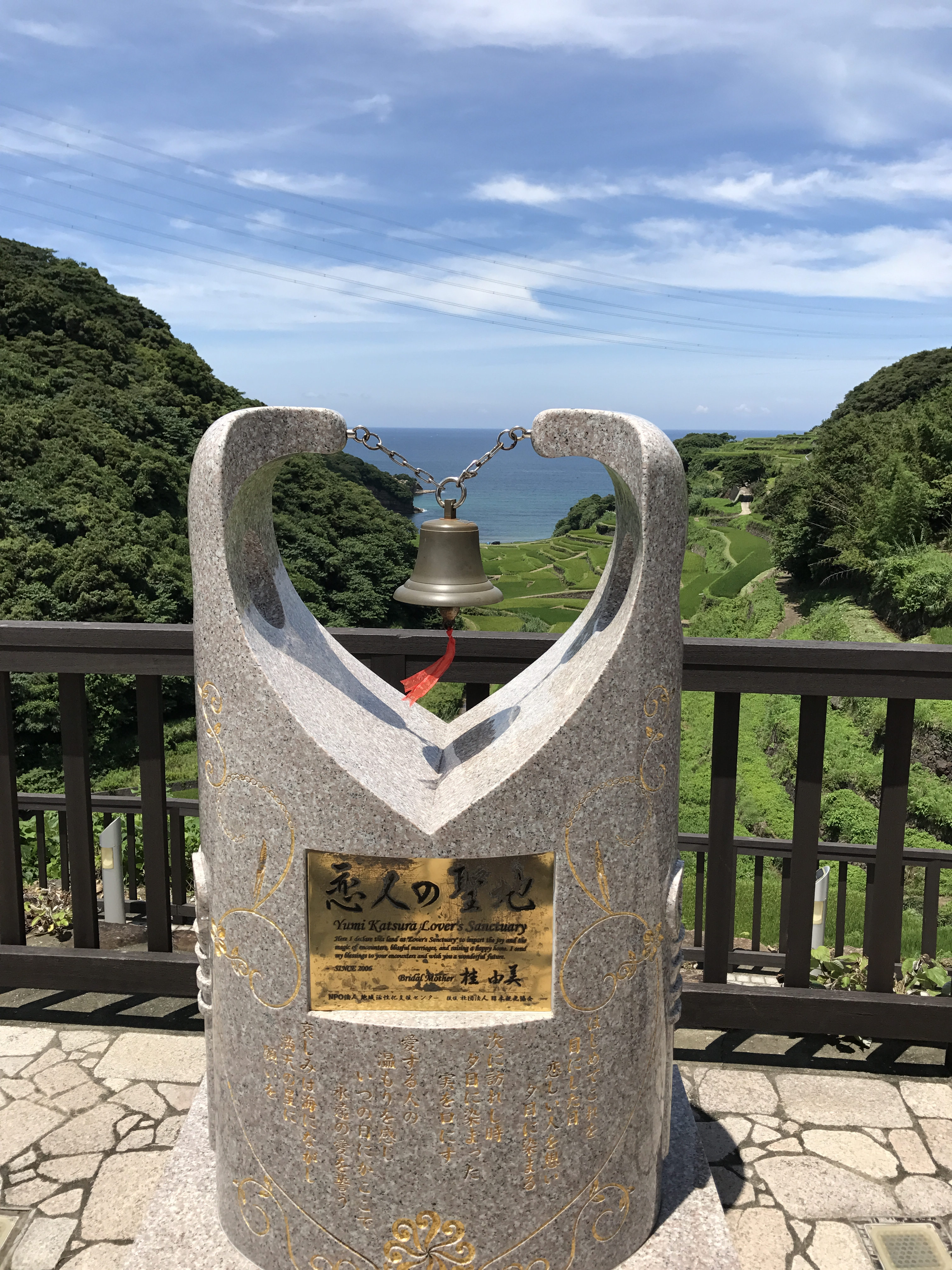
浜野浦の棚田の「恋人の聖地」モニュメント

- 玄海エネルギーパーク - 玄海原子力発電所構内の立入制限区域に隣接して設けられている九州電力の広報・レジャー施設。
- わくど岩
- トリカ崎
- 藤ノ平ダム
- 三島 - 町の中心部近くの仮屋湾上にある島で、本土と橋でつながる。
  - 三島公園
  - 玄海海上温泉パレア
- 轟木公園
- 漁り火銀座
- 浜野浦の棚田 - 海沿いの入り江に面して広がる棚田で、国道204号沿いに設置された展望台から見ることができる。静岡県のNPO法人「地域活性化支援センター」が、カップル向けのスポットとして全国の観光地を認定する「恋人の聖地」に認定。

### 祭事・催事
- ほうけんぎょう（1月7日）
- 的射り講（1月8日）
- 金比羅大祭（毎年4月開催）
- 値賀神社夏の例祭（7月19日）
- 玄海町花火大会
- 八幡神社秋の例祭（10月15日に近い日曜日）
- 三島神社秋の例祭（10月第4日曜日）

## 玄海町出身の有名人・著名人
- 大原淳也 - プロ野球選手
- 井上拓斗 - バドミントン選手（BIPROGY所属）